# ویتینگهام (نیوجرسی)
ویتینگهام (به انگلیسی: Whittingham) یک منطقهٔ مسکونی در ایالات متحده آمریکا است که در مونرو، نیوجرسی واقع شده‌است. ویتینگهام ۲٫۵۹۸ کیلومتر مربع مساحت و ۲٬۴۷۶ نفر جمعیت دارد و ۴۹ متر بالاتر از سطح دریا واقع شده‌است.